# بری فرند
بری فرند (انگلیسی: Barry Friend؛ زادهٔ ۱۳ اکتبر ۱۹۵۱) بازیکن فوتبال اهل بریتانیا است.
از باشگاه‌هایی که در آن بازی کرده‌است می‌توان به باشگاه فوتبال فولام، باشگاه فوتبال لیترهید، باشگاه فوتبال سلو تاون، باشگاه فوتبال توتینگ اند میتچام یونایتد، باشگاه فوتبال ویمبلدون، و باشگاه فوتبال کارشالتون اتلتیک اشاره کرد.